# Ada ocanensis
Ada ocanensis es una orquídea epífita originaria de Suramérica.

## Características
Es una planta de tamaño mediano, que prefiere clima cálido a frío, es epífita, (ocasionalmente con hábito terrestre). Tiene pequeños pseudobulbos envueltos completamente en 5 a 7 vainas imbricadas y con una sola hoja apical, estrechamente elíptica, aguda. Florece durante todo el año en una inflorescencia axilar, erecta de 27 cm de largo, con varias (de 8 a 10) flores de 5 cm de largo.

## Distribución y hábitat
Se encuentra en Venezuela, Colombia, Ecuador, Perú y Bolivia en los bosques húmedos de montaña en alturas de 1000 a 2850 m s. n. m. en empinados terraplenes y laderas.

## Cultivo
Crece en condiciones de frío moderado, con moderada luz durante el verano, y abundancia de luz durante el invierno. Durante el período de crecimiento, es esencial una alta humedad para culminar con éxito el cultivo. La maceta, donde debe esté la planta, debe ser de tamaño mediano y no debe secarse por completo cuando está creciendo, pero es necesario darle suficiente drenaje para evitar que se pudra la raíz. Se le debe proporcionar un clima de niebla a menudo, si es posible, por la mañana para imitar el rocío del hábitat natural. Debe plantarse en maceta y proporcionarle un drenaje medio en corteza de abeto.

## Taxonomía
Ada ocanensis fue descrita por (Lindl.) N.H.Williams y publicado en Brittonia 24: 108. 1972.
Etimología
Ver: Ada, Etimología
ocanensis: epíteto geográfico que se refiere a su localización en Ocana una ciudad de Santander en Colombia
Sinonimia
Los siguientes nombres se consideran sinónimos de Ada ocanensis:
- Ada spathacea (Linden & Rchb. f.) N.H. Williams
- Brassia longicuspis Rchb.f.
- Oncidium longicuspe (Rchb.f.) Rchb.f.
- Brassia ocanensis Lindl. 1854;
- Brassia spathacea Linden & Rchb. f. 1854;
- Oncidium ocanense (Lindl.) Rchb. f. 1863;
- Oncidium spathaceum (Linden & Rchb. f.) Rchb. f. 1863[4][5]